# Ceratosebacina prolifera
Ceratosebacina prolifera är en svampart som först beskrevs av Donald Philip Rogers, och fick sitt nu gällande namn av P. Roberts 1999. Ceratosebacina prolifera ingår i släktet Ceratosebacina, ordningen Auriculariales, klassen Agaricomycetes, divisionen basidiesvampar och riket svampar.   Inga underarter finns listade i Catalogue of Life.